# Ivar Karl Ugi
Ivar Karl Ugi (né le 9 septembre 1930 à Saaremaa en Estonie et mort le 29 septembre 2005 à Munich) est un chimiste allemand d'origine estonienne. Ayant réalisé plusieurs contributions d'importance dans le domaine de la chimie organique, il est connu pour ses recherches sur les réactions multicomposants, dont notamment la réaction de Ugi.

## Biographie
En 1941, Ugi émigre en Allemagne. Il commence des études en chimie en 1949 à l'université de Tübingen, qu'il termine en 1951. Il fait par la suite des études à l'université de Munich, qu'il termine en 1954.
Après une courte carrière chez Bayer de 1962 à 1968, il rejoint les rangs de l'université de Californie du Sud, à Los Angeles.
À partir de 1971, il travaille à l'université technique de Munich, dont il devient professeur émérite en 1999.